# Thyreotropní hormon

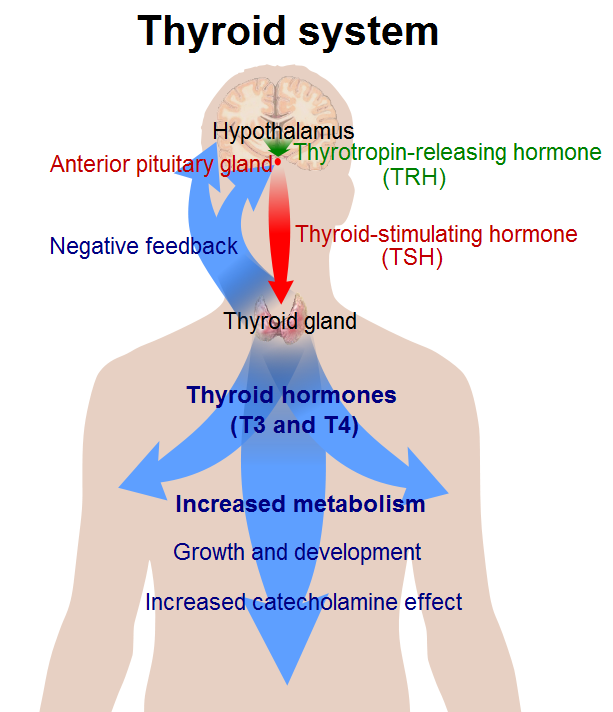
Regulační systém thyroidních hormonů

Thyreotropní hormon (TSH, též tyrotropin) je glykoprotein složený z 201 aminokyselin. Stimuluje syntézu a uvolňování hormonů štítné žlázy thyroxinu a trijodthyroninu tím, že zvyšuje prokrvení a látkovou výměnu štítné žlázy.
Je produkován thyreotropními buňkami adenohypofýzy.

## Referenční interval
Thyreotropin TSH, normální hodnoty: 0,37-5,0 (U/l)